# سو ريد
سو ريد هي لاعب هوكي الحقل كندية، ولدت في 10 نوفمبر 1970.

## وصلات خارجية
- سو ريد على موقع أوليمبيديا (الإنجليزية)